# Heuliez GX 117
De Heuliez GX 117 is een bustype van de Franse busfabrikant Heuliez Bus en is de midibusversie van de Heuliez GX 317. De GX 117 is de opvolger van de succesvolle Heuliez GX 77H en is in 2006 opgevolgd door de Heuliez GX 127.
De bus is verkrijgbaar is twee versies:
- GX 117; met een lengte van 9,30m
- GX 117 L; met een lengte van 10,53m

Samen met de Heuliez GX 217, Heuliez GX 317 en de Heuliez GX 417 vormt de Heuliez GX 117 een reeks genaamd Acces BUS van de eerste generatie.

## Specificaties
|                        | GX 117                         | GX 117 L                       |                                |                                |                                |                                |
|                        |                                |                                |                                |                                |                                |                                |
| Bouwjaren              | 1998-2006                      | 1998-2006                      |                                |                                |                                |                                |
| Carrosserie            | Heuliez                        | Heuliez                        |                                |                                |                                |                                |
| Chassis                | Renault                        | Renault                        |                                |                                |                                |                                |
| Motor                  | Renault MIDR                   | Renault MIDR                   |                                |                                |                                |                                |
| Versnellingsbak        | Automaat Voith ALLISON T 280 R | Automaat Voith ALLISON T 280 R | Automaat Voith ALLISON T 280 R | Automaat Voith ALLISON T 280 R | Automaat Voith ALLISON T 280 R | Automaat Voith ALLISON T 280 R |
| Totale lengte          | 9 300 mm                       | 10 535 mm                      |                                |                                |                                |                                |
| Totale breedte         | 2 330 mm                       | 2 330 mm                       |                                |                                |                                |                                |
| Hoogte (excl. dakunit) | 2 805 mm                       | 2 805 mm                       |                                |                                |                                |                                |
| Interieurhoogte        | 2 395 mm                       | 2 395 mm                       |                                |                                |                                |                                |
| Wielbasis              | 4 130 mm                       | 5 335 mm                       |                                |                                |                                |                                |
| Vooroverbouw           | 2 455 mm                       | 2 455 mm                       |                                |                                |                                |                                |
| Achteroverbouw         | 2 725 mm                       | 2 725 mm                       |                                |                                |                                |                                |
| Aantal zitplaatsen     | 15 t/m 20                      | 17 t/m 31                      |                                |                                |                                |                                |
| Aantal staanplaatsen   | 45 t/m 60                      | 45 t/m 76                      |                                |                                |                                |                                |
| Capaciteit             | ca. 70 personen                | ca. 85 personen                |                                |                                |                                |                                |

## Inzet
In Nederland komt deze bus niet voor, maar wel in onder andere Frankrijk en Duitsland. De bussen buiten Frankrijk dragen vaak de logo van Irisbus in plaats van van Heuliez Bus
| Bedrijf                                          | Type      | Aantal    | Series      | Bouwjaar  | Inzet                                   | Opmerking | Afbeelding |
| Duitsland                                        | Duitsland | Duitsland | Duitsland   | Duitsland | Duitsland                               | Duitsland | Duitsland  |
| ------------------------------------------------ | --------- | --------- | ----------- | --------- | --------------------------------------- | --- | ---------- |
| WSW                                              | GX 117    | 2         | 0551-0552   | 2005      | Wuppertal                               | Dragen de logo's van Irisbus in plaats van van Heuliez Bus                                                                                                |            |
| Frankrijk                                        |           |           |             |           |                                         | |            |
| Agglo'bus                                        | GX 117    | 2         | 15-16       | 1999-2000 | Carcassonne                             | |            |
| Aix-en-bus                                       | GX 117    | 2         | 2708-2709   | 2000      | Aix-en-Provence                         | |            |
| Aix-en-bus                                       | GX 117    | 2         | 28111-28112 | 2005      | Aix-en-Provence                         | |            |
| Alto                                             | 2         | ??        | ??          | Alençon   |                                         | |            |
| Lignes d'Azur                                    | GX 117    | 7         | 13-19       | 1999-2002 | Cannes                                  | |            |
| Lignes d'Azur                                    | GX 117    | 1         | 28          | 2005      | Cannes                                  | |            |
| Citura / Les Courriers de l'Aube (onderaannemer) | GX 117    | 3         | 531-533     | 2001      | Reims                                   | De voertuigen zijn voorzien van kleur "Fuchsia" en zijn uitgeleend aan de onderaannemer "Les Courriers de l'Aube" voor de werking van de lijnen 13 en 14. |            |
| CTPM                                             | GX 117 L  | 6         | 500-505     | ??        | Perpignan                               | |            |
| CTR                                              | GX 117    | 3         | 110-112     | 2006      | Menton                                  | |            |
| Fil bleu                                         | GX 117    | 1         | 250         | 2001      | Tours                                   | |            |
| Ginko                                            | GX 117    | 1         | 076         | 2002      | Besançon                                | |            |
| Ginko                                            | GX 117 L  | 9         | 077-085     | 2006      | Besançon                                | |            |
| Horizon                                          | GX 117    | 3         | 8770-8772   | ??        | Châteauroux                             | |            |
| Horizon                                          | GX 117 L  | 3         | 8773-8775   | ??        | Châteauroux                             | |            |
| Idelis                                           | GX 117    | 3         | 275-277     | 2002      | Pau                                     | |            |
| Idelis                                           | GX 117 L  | 5         | 163-167     | 2001-2002 | Pau                                     | |            |
| Idelis                                           | GX 117 L  | 4         | 171-174     | 2001-2002 | Pau                                     | |            |
| Idelis                                           | GX 117 L  | 4         | 278-281     | 2001-2002 | Pau                                     | |            |
| Impulsyon                                        | GX 117 L  | 2         | 66-67       | ??        | La Roche-sur-Yon                        | |            |
| Impulsyon                                        | GX 117 L  | 3         | 75-77       | ??        | La Roche-sur-Yon                        | |            |
| Keolis Châteauroux                               | GX 117    | 3         | 8770-8772   | 2002      | Châteauroux                             | |            |
| Keolis Châteauroux                               | GX 117 L  | 3         | 8773-8775   | 2005      | Châteauroux                             | |            |
| Keolis Orléans Val de Loire                      | GX 117    | 4         | 204-207     | 2000      | Orléans                                 | |            |
| MobiVie/Keolis Vichy                             | GX 117    | 3         | 100-102     | ??        | Vichy                                   | Deze bussen zijn afkomstig van een ander netwerk |            |
| Péribus                                          | GX 117    | 3         | 705-707     | 2003      | Périgueux                               | |            |
| RATP                                             | GX 117    | 11        | 401-412     | ??        | RATP-busnetwerk (Parijs, Île-de-France) | |            |
| RATP                                             | GX 117    | 15        | 415-433     | ??        | RATP-busnetwerk (Parijs, Île-de-France) | |            |
| RCA                                              | GX 117    | 15        | 670-682     | 2000      | Nice                                    | 670-672 zijn doorverkocht aan ST2N 780-788 zijn ex-Broch 772, 773, 789 zijn ex-SOMA 795 is ex-Musso Grasse                                                |            |
| RCA                                              | GX 117    | 16        | 772-789     | 2000      | Nice                                    | 670-672 zijn doorverkocht aan ST2N 780-788 zijn ex-Broch 772, 773, 789 zijn ex-SOMA 795 is ex-Musso Grasse                                                |            |
| RCA                                              | GX 117    | 1         | 795         | 2000      | Nice                                    | 670-672 zijn doorverkocht aan ST2N 780-788 zijn ex-Broch 772, 773, 789 zijn ex-SOMA 795 is ex-Musso Grasse                                                |            |
| RCA                                              | GX 117 L  | 3         | 790-792     | 2000      | Nice                                    | 790 is ex-SOMA |            |
| SOMA                                             | GX 117    | 24        | 2500-2523   | 1999-2004 | Antibes/Grasse                          | Na verlies van de concessie zijn de bussen afgevoerd en/of ergens anders in Frankrijk geplaatst.                                                          |            |
| ST2N                                             | GX 117    | 6         | 150-156     | 2000      | Nice                                    | 155-156 en 160 zijn ex-RCA 670, 672-673 |            |
| ST2N                                             | GX 117    | 1         | 160         | 2000      | Nice                                    | 155-156 en 160 zijn ex-RCA 670, 672-673 |            |
| STAR                                             | GX 117    | 7         | 20-26       | 2001      | Roanne                                  | |            |
| STCL                                             | GX 117    | 2         | 520-521     |           | Limoges                                 | Bussen zijn afkomstig uit Brive-la-Gaillarde |            |
| T2C                                              | GX 117    | 10        | 321-330     | ??        | Clermont-Ferrand                        | |            |
| TAG                                              | GX 117    | 9         | 1510-1518   | 2005      | Grenoble                                | |            |
| TCRM                                             | GX 117    | 4         | ??          | 2004      | Metz                                    | |            |
| Transdev agglomération de Bayonne (Chronoplus)   | GX 117    | 169-180   | 12          | 2001-2002 | Pyrénées-Atlantiques                    | |            |
| Twisto                                           | GX 117    | 5         | 091-095     | 2003      | Caen                                    | Nr. 095 is afkomstig uit Cherbourg-Octeville |            |
| Veolia Transport                                 | GX 117    | 1         | 4018        | 2004      | Conflans-Sainte-Honorine                | |            |
| Veolia Transport                                 | GX 117    | 2         | 6096-6097   | 2006      | Conflans-Sainte-Honorine                | |            |
| Zéphir Bus                                       | GX 117 L  | 2         | 108-109     | ??        | Cherbourg-Octeville                     | |            |

## Verwante bustypes
- Heuliez GX 217; Standaard stadsbus versie
- Heuliez GX 317; Standaard streekbus versie
- Heuliez GX 417; Gelede versie